# Let England Shake
Let England Shake — восьмий студійний альбом музикантки та виконавиці Пі Джей Гарві, представлений у 2007 році лейблом Island Records. Альбом писався протягом двох з половиною років і був записаний протягом п'яти тижнів у церкві в Дорсеті протягом квітня та травня 2010.
Після випуску альбом отримав численні схвальні відгуки. У 2011 році він був визнаний «Альбомом року» 16 виданнями, а у вересні 2011 року отримав премію Mercury Prize. Це була четверта номінація Пі Джей Харві (включно з переможцем 2001 року «Stories from the City, Stories from the Sea»), що зробило її найуспішнішою артисткою в історії премії. Альбом також отримав нагороду Uncut Music Award у листопаді 2011 року, а також отримав звання «Альбом року» на премії Ivor Novello Awards 2012 року.

## Track listing
Автор музики і слів PJ Harvey. 
| #     | Назва                          | Тривалість |
| ----- | ------------------------------ | ---------- |
| 1.    | «Let England Shake»            | 3:09       |
| 2.    | «The Last Living Rose»         | 2:21       |
| 3.    | «The Glorious Land»            | 3:34       |
| 4.    | «The Words That Maketh Murder» | 3:45       |
| 5.    | «All and Everyone»             | 5:39       |
| 6.    | «On Battleship Hill»           | 4:07       |
| 7.    | «England»                      | 3:11       |
| 8.    | «In the Dark Places»           | 2:59       |
| 9.    | «Bitter Branches»              | 2:29       |
| 10.   | «Hanging in the Wire»          | 2:42       |
| 11.   | «Written on the Forehead»      | 3:39       |
| 12.   | «The Colour of the Earth»      | 2:33       |
| 40:15 |                                |            |

## Персоналії
| Музиканти - Пі Джей Гарві – вокал, гітара (2, 3, 5, 7, 8, 11, 12), автоарфа (1, 4, 5, 12), саксофон (1, 2, 4, 5, 8), цитра (6), скрипка (7) - Джон Періш – гітара (2–4, 6, 9, 10, 12), барабани (1, 2, 5, 7–9, 12), перкусія (3, 4, 6, 11), тромбон (1, 2, 4, 5, 8), родес-піано (1, 8, 11), мелотрон (1, 7, 12), ксилофон (1), бек-вокал (2–6, 8, 9, 11, 12) - Мік Гарві – вокал (12), гітара (8, 9, 11), бас (4), барабани (2, 4, 11), перкусія (4, 6, 11), губна гармоніка (1, 4, 5, 8, 9), піаніно (1, 6, 10), орган (2, 5, 7, 8), родес-піано (3, 6), ксилофон (9), бек-вокал (2–6, 8–12) - Жан-Марк Батті – барабани (3, 6, 8, 10, 12), бек-вокал (3, 5, 6, 8) Запрошені музиканти - Семмі Херден – бек-вокал (8, 12) - Грета Берлін – бек-вокал (8, 12) - Люсі Робертс – бек-вокал (8, 12) | Запис - Flood – продюсування, зведення - Роб Кірван – звукорежисер, запис - Стефано де Сілва – мастеринг - Кетрін Маркс – асистент зведення - Джон Кетлін – асистент зведення - Джон Періш – додаткове продюсування - Мік Гарві – додаткове продюсування - PJ Harvey – додаткове продюсування Дизайн - Роб Крейн – верстка, дизайн - PJ Harvey – верстка, дизайн, малюнки - Мішель Хеннінг – дизайн обкладинки - Шеймус Мерфі – фотографії - Кіт Стівенс – фотографії |